# Loi antisécession
 (septembre 2009).
Si vous disposez d'ouvrages ou d'articles de référence ou si vous connaissez des sites web de qualité traitant du thème abordé ici, merci de compléter l'article en donnant les références utiles à sa vérifiabilité et en les liant à la section « Notes et références ».
La loi antisécession (chinois simplifié : 反分裂国家法) est une loi de la république populaire de Chine, adoptée le 14 mars 2005 par le parlement de ce pays (2 896 votes « pour » et 2 abstentions) pour contrecarrer préventivement une possible déclaration d'indépendance de Taïwan. Elle légalise pour la Chine continentale la politique d'une seule Chine.

## Introduction
La république populaire de Chine dirige la Chine continentale et les régions administratives spéciales (RAS) de Hong Kong et de Macao (plus de 1,4 milliard d'habitants). La structure politique de cet État est dictatoriale et autoritaire, le régime est contrôlé par un parti communiste unique.
La république de Chine dirige, de facto, l'île de Taïwan (23 millions d'habitants). Depuis les élections de 2000 et la victoire de l'opposition, ce pays est considéré comme une démocratie. Cependant, ni l'Organisation des Nations unies (compte tenu de la présence de la république populaire de Chine au Conseil de sécurité des Nations unies), ni aucun pays important (compte tenu des pressions exercées par la république populaire de Chine) ne reconnaît à ce territoire le statut d'État bien que Taïwan en ait tous les attributs.

## Contenu de la loi antisécession de 2005
Le texte de la loi affirme « préserver l'unité chinoise par la voix pacifique » et reconnaitre certains droits et spécificités à Taïwan (province autonome), mais « légalise » aussi l'emploi « de moyens non-pacifiques » en cas de déclaration d'indépendance de Taïwan.
Cette loi institutionnalise la politique de la république populaire de Chine sur le problème du statut de Taïwan. La nouvelle loi insiste sur l'unification pacifique de la Chine et de Taïwan (Articles 2, 5), introduit l'interprétation du problème de Taïwan par la république populaire de Chine comme un antagonisme issu de la guerre civile de 1946-1949 (à cause de l'intervention américaine ; voir Articles 3 et 4) ; stipule les démarches à entreprendre par le Gouvernement de Pékin (Article 6) et le principe de négociation pacifique et égale (Article 7) ; et définit juridiquement les trois conditions sous lesquelles l'emploi de la force militaire, par la république populaire de Chine, est envisageable.
Cette loi est une règle du jeu, écrite par la république populaire de Chine. Elle définit, clarifie et institutionnalise les objectifs et les limites posés par ce pays. C'est une affirmation de la position officielle de la république populaire de Chine, mais aussi une clarification qui en pose les limites.

## Légitimité
Cette loi a été adoptée sans consultation de la population taïwanaise ou de ses représentants.  Selon Pékin, l'assemblée populaire de la République populaire de Chine est censée représenter toute la population chinoise, ce qu'elle ne fait pas en réalité, le territoire taïwanais n'étant pas sous souveraineté de la république populaire de Chine.
De ce fait, la manifestation du 26 mars 2005 à Taïwan conteste la légitimité de cette loi. 

### Arguments de la république populaire de Chine
Cette loi est légitimée dans la mesure où la plupart des États du monde reconnaissent le principe d'une seule Chine. Cependant, cette reconnaissance est en fait exigée par la RPC comme prérequis à l'ouverture de toute relation diplomatique, et la RPC possède un poids sur la scène internationale bien supérieur à celui de la RC. 
Cette loi est légitimée par la majorité absolue de votes qu'elle a obtenue au parlement chinois (de Chine continentale), mais aussi par son rôle de sécurisation de la situation régionale et globale : la loi est toujours un acte de « se lier les mains » par le souverain qui est trop dangereux tant à son propre égard que face à son ennemi. D'un côté, les peuples du monde savent clairement où se trouvent les limites ; de l'autre côté, l'autorité chinoise est limitée dans son action de destruction.

### Arguments de Taïwan
De nombreuses contestations sont observées à Taïwan, où cette loi est largement considérée comme un acte de menace. Une manifestation organisée par le gouvernement Chen Shuibian a eu lieu à Taipei le 14 mars, jour même du passage de ladite loi à l'Assemblée populaire de la république populaire de Chine, l'unique corps législatif central de l'État de Chine continentale.
Bien que présentant certains points satisfaisants du point de vue taïwanais, elle n'a en aucun cas demandé l'avis de la population taïwanaise, ni de ses représentants élus démocratiquement, contrairement aux élus de l'Assemblée populaire nationale de la RPC.
La manifestation taïwanaise du 26 mars 2005 a réuni environ un million de Taïwanais dans les rues de Taipei pour dénoncer les parties menaçantes de cette loi.

## Réaction dans le monde
La RPC a fait de la reconnaissance du principe d'une seule Chine un préalable à toute relation diplomatique. Les pays du monde doivent s'en accommoder et considèrent donc la Loi antisécession comme un problème intérieur à la Chine.
En 2005, lors de son voyage en Chine, le Premier ministre français Jean-Pierre Raffarin a soutenu le gouvernement de la RPC contre la démocratie de Taïwan, affirmant que cette loi « n'était pas en contradiction avec les principes de la France sur le problème de Taïwan ».

## Bilan

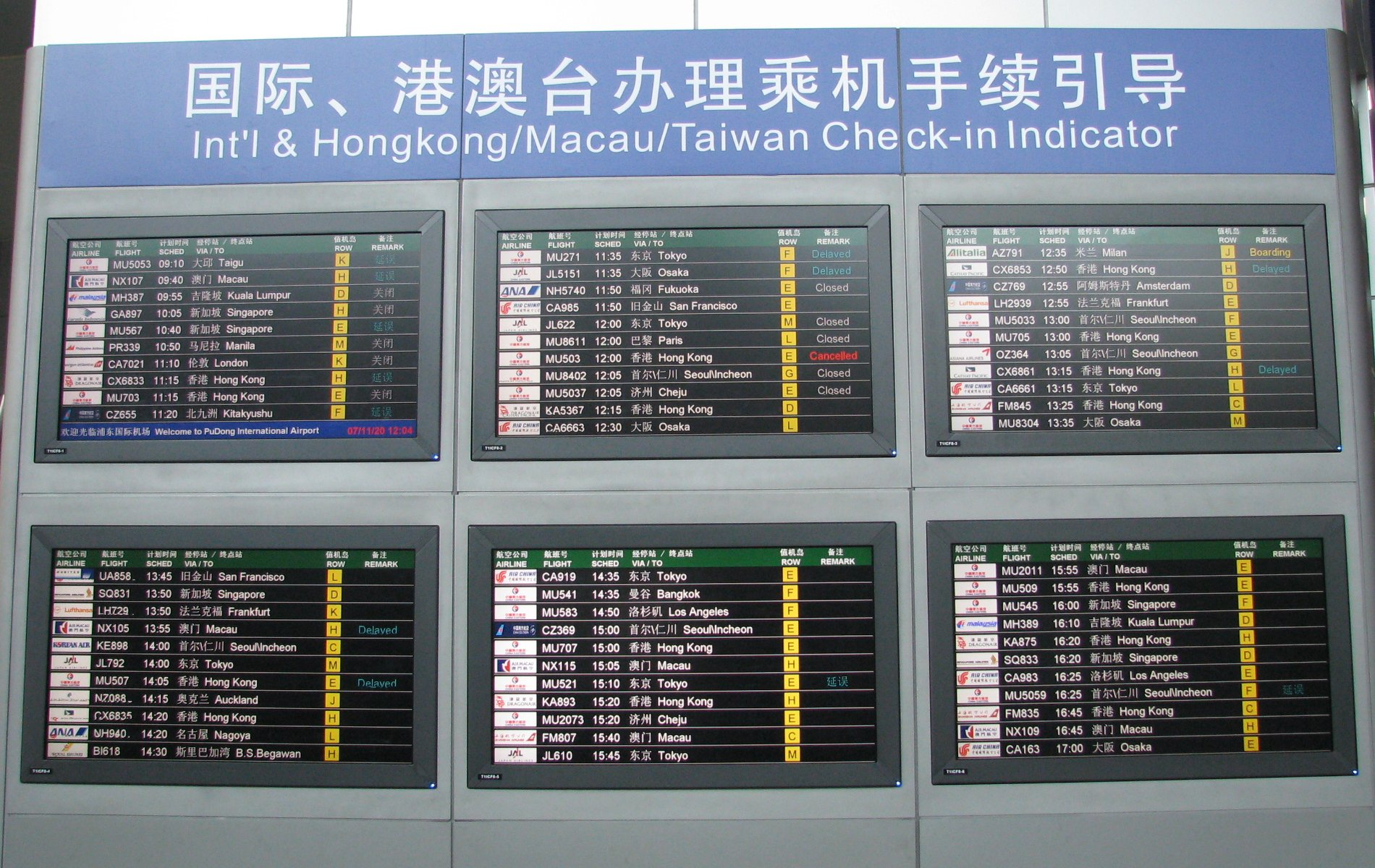
Aéroport de Shanghai, 2007. Panneau des départs internationaux. Les trois provinces à statut spécial Hong Kong, Macao, Taïwan.

C'est un moyen assez efficace en matière de communication. Par la voie législative, la position de la république populaire de Chine s'est fait mieux entendre et par ce texte a clarifié l'ensemble de sa position. Cette loi affirme la position opposée aux Taïwanais militant pour l'indépendance officielle de Taïwan, tel Chen Shuibian.
Considéré comme légitime en Chine continentale, cette loi n'en reste pas moins suspendue au débat du statut de Taïwan et est peu appréciée par les Taïwanais concernés qui sont très majoritairement pour le statu quo. L'ambigüité de ce statut taïwainais, le débat sur ce statut peut déligitimer cette loi en la dénonçant comme unilatérale et tentant de s'appliquer sur un territoire - taïwanais - qui n'est pas de l'ordre de la souveraineté de la république populaire de Chine.
Cependant, les lois prenant une condition extérieure comme déclencheur de certaines réactions par un État sont nombreuses surtout en matière des relations internationales. Une analogie pourrait être faite avec la Loi antisécession américaine de 1861 et à la Loi sur la relation avec Taïwan de l'Amérique du Nord.[réf. nécessaire]